# Paulo Munhoz
Paulo Roberto Munhoz é um artista e empresário do setor audiovisual. Nasceu em Curitiba, em 28 de setembro de 1962.
É o idealizador e dirigente da TECNOKENA, empresa fundada em 1998 que produz filmes, séries e games, a qual é proprietária das marcas/personagens BRICHOS®, POING®, SIGNOPUS®, TECNOKENA® e ANIMATIBA®. Também é distribuidora, editora de llivros, produtora fonográfica e editora de músicas. Está baseada em Curitiba e possui estúdio próprio para produção. TECNOKENA é a empresa responsável pelo ANIMATIBA - FESTIVAL INTERNACIONAL DE ANIMAÇÃO DE CURITIBA.
Seu filme BRICHOS 3 - MEGAVÍRUS teve sua estreia mundial no Festival Cartoons on the Bay na Itália em, ganhou o Indian Independent Film Festival de 2023, foi indicado ao Prêmio Platino de 2024, entre outras premiações e seleções. Foi lançado comercialmente nos cinemas brasileiros em 2023 pela O2Play. Esse filme encerrou a trilogia BRICHOS e está disponível em várias plataformas, entre elas o Youtube. 
Em 2013, Paulo ganhou o Grande Prêmio do Cinema Brasileiro com seu terceiro filme de longa-metragem, intitulado BRICHOS 2 - A Floresta é Nossa. 
Seu segundo filme de longa-metragem  - BELOWARS - baseado no Livro Guerra Dentro da Gente, de Paulo Leminski, ganhou diversos prêmios e foi considerado pela ABRACCINE - Associação Brasileira de Críticos de Cinema e pela ABCA - Associação brasileira de Cinema de Animação, como um dos 100 melhores filmes de animação brasileiros, entrando na listagem do livro ANIMAÇÃO BRASILEIRA - 100 Filmes Essenciais, lançado em 2018. 
Paulo roteirizou, dirigiu e produziu o primeiro filme de longa-metragem em animação do Paraná: BRICHOS, filme de estreia da turma de personagens que ele criou, também denominada BRICHOS (Bichos Brasileiros), inspirado na fauna, flora e cultura brasileiras. 
Fez diversas séries para TV, entre as quais se destaca a Série BRICHOS (Bichos BRasileiros), veiculada pela TV Brasil, TV Ratimbum, CinebrasilTV, TV Aparecida, Fox Kids, Amazon e Nickelodeon para mais de 50 países, entre outros canais. Também foi o criador e apresentador do Programa Reflexões na WEB, disponível no Youtube.
Paulo Munhoz é o criador do personagem POING e da Série de Televisão POING sobre ciência e tecnologia, em animação Stop Motion (ainda inédita). Lançou também com esse personagem o game POING, disponível na Google Play Store.
Sua  filmografia se compõe também de documentários como VIDEODESIGN, CONVERSAS DA ERVA-MATE, AUTOPOIESIS, disponíveis no Youtube, e premiados curtas-metragens, sendo os mais importantes: O POETA (2001), CURITIBA EM BUSCA DA IDENTIDADE PERDIDA (2007) e  PAX (2006), o qual recebeu dois troféus de melhor filme pelo júri popular (RJ e SP) no Festival Anima Mundi. Sua primeira experiência cinematográfica é de 1985 em que fez um desenho animado representando John Lenon passeando de bicicleta por Curitiba. 
Paulo é também é produtor e autor do CD-Rom LEMINSKI um POETA MULTIMÍDIA e autor dos livros infantis MITORAMA, BRICHOS e A FLORESTA É NOSSA. 
Lançou em 2021 o livro AUDIOVISUAL BRASILEIRO: por um novo modelo de fomento e regulação. 
Escreveu também ENSAIOS AUDIOVISUAIS, ganhador do prêmio de obras literárias do Paraná de 2023, lançado no FLIP - Festival Internacional de Literatura de Paraty em 2025. É o criador e diretor artístico do ANIMATIBA – Festival Internacional de Animação de Curitiba.
Como escritor recebeu também o Prêmio de Poesia Helena Kolody em 1991 e ficou em Segundo Lugar no Concurso Nacional Bilíngue de Haicais em comemoração aos 300 Anos de Curitiba e 85 anos da imigração japonesa (1993).
Paulo Munhoz é Doutor em Comunicação e Linguagens pela UTP - Universidade Tuiuti do Paraná, com a Tese Gravidade: da mise-en-scène à mise-en-technologie . Nesse trabalho ele apresentou o conceito de mise-en-technologie. Tem Mestrado em Tecnologia pelo PPGTE-UTFPR - Universidade Tecnológica Federal do Paraná, com a dissertação intitulada O Poeta - a realização de um filme como experiência de construção narrativa e de produção tecnológica.
Tem Pós-graduação em Ciência da Computação pela Pontifícia Universidade Católica do Paraná - PUC PR. É formado em Engenharia Mecânica pela Universidade Federal do Paraná - UFPR, onde recebeu o Prêmio Mitutoyo de Metrologia. Formou-se Técnico em Mecânica pelo Centro Federal de Educação Tecnológica do Paraná - CEFET PR, com distinções como melhor aluno, atleta e representante de turma. Fez o curso primário e ginasial no Colégio Bagozzi, onde recebeu o Troféu Coruja de Ouro e onde iniciou sua formação artística em desenho e teatro.
Atuou profissionalmente desde a adolescência. Foi funcionário concursado da Caixa Econômica Federal onde trabalhou na área de informática de 1983 até 1997. Nessa época foi também Diretor de Cultura da APECEF PR. 
Na juventude participou de movimentos ambientais, tendo sido membro fundador do Partido Verde no Paraná, partido pelo qual concorreu ao cargo de vereador nas eleições de 1988. Em 2023 recebeu o Prêmio Ecologia e Ambientalismo da Câmera Municipal de Curitiba pela relevância dos conteúdos BRICHOS para essa causa.
Foi membro fundador e presidente da AVEC - Associação de Vídeo e Cinema do Paraná em 1992. Foi membro fundador e Presidente do SIAPAR - Sindicato da Indústria Audiovisual do Paraná; foi membro fundador e diretor da ABCA - Associação Brasileira de Cinema de Animação; foi conselheiro da BRAVI - Brasil Audiovisual Independente; foi diretor suplente da FIEP - Federação das Insdústrias do Estado do Paraná entre 2007 e 2011, sendo o primeiro profissional do setor audiovisual brasileiro a participar da direção de uma Federação de Indústrias. Representou a FIEP no Conselho Fiscal do SEBRAE PR; foi membro suplente do Conselho Superior de Cinema do Ministério da Cultura; foi Consultor Cultural do Conselho Estadual de Cultura do Paraná; foi Membro da Comissão Municipal de Incentivo à Cultura de Curitiba; é um dos fundadores, foi presidente e atualmente é diretor administrativo da ABRANIMA – Associação Brasileira de Empresas de Animação.
Paulo Munhoz atuou também como professor em Cursos de Graduação e Pós-graduação em diversas universidades como PUC PR, UTFPR, Universidade Tuiuti, Universidade POSITIVO e UNESPAR, ministrando as disciplinas de roteiro, direção, animação e produção, para cursos de Cinema, Publicidade, Jornalismo e Design.